# Bissendorf

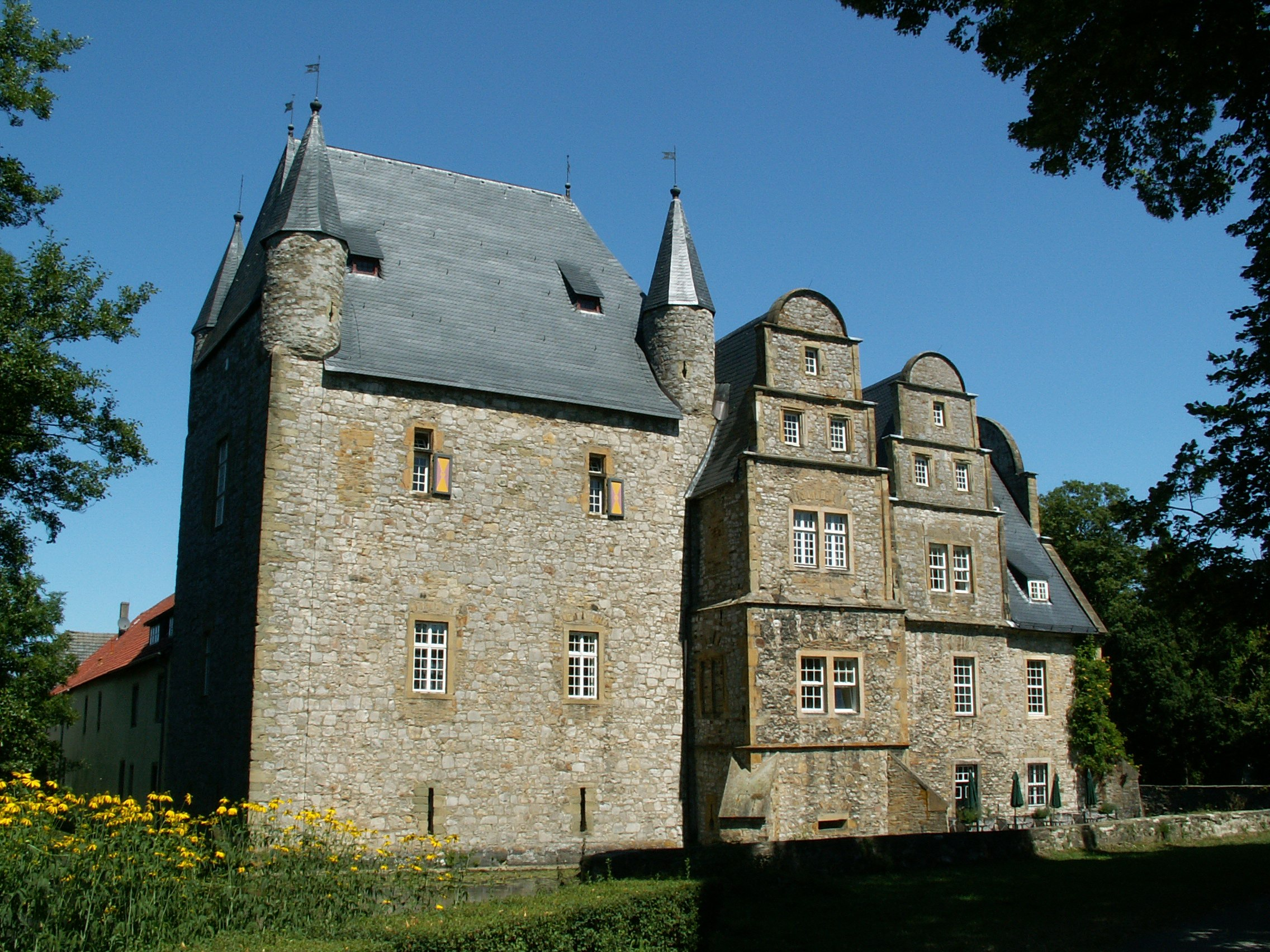
The Schelenburg, Bissendorf

Bissendorf (formerly Bissendorpe) là một đô thị của huyện Osnabrück, bang Niedersachsen, Đức. Đô thị này có diện tích km². Đô thị này có cự ly khoảng9 km về phía đông nam của Osnabrück. Population 14.404 (2005).